# Episodi di Poirot (seconda stagione)
La seconda stagione di Poirot è composta di 10 episodi, di cui il primo e l'ultimo sono divisi in due parti. Ogni parte (per il primo e l'ultimo episodio) e ogni episodio hanno durata di 52 minuti.
| nº | Titolo originale                    | Titolo italiano                    | Prima TV Inghilterra | Prima TV Italia |
| -- | ----------------------------------- | ---------------------------------- | -------------------- | --------------- |
| 1  | Peril at End House                  | Il pericolo senza nome             | 7 gennaio 1990       | 1991            |
| 2  | Peril at End House                  | Il pericolo senza nome             | 7 gennaio 1990       | 1991            |
| 3  | The Veiled Lady                     | La dama misteriosa                 | 14 gennaio 1990      | 1991            |
| 4  | The Lost Mine                       | La miniera perduta                 | 21 gennaio 1990      | 1991            |
| 5  | The Cornish Mystery                 | Accadde in Cornovaglia             | 28 gennaio 1990      | 1991            |
| 6  | The Disappearance of Mr Davenheim   | La sparizione del signor Davenheim | 4 febbraio 1990      | 1991            |
| 7  | Double Sin                          | Doppia colpa                       | 11 febbraio 1990     | 1991            |
| 8  | The Adventure of the Cheap Flat     | L'appartamento a buon mercato      | 18 febbraio 1990     | 1991            |
| 9  | The Kidnapped Prime Minister        | Il rapimento del Primo Ministro    | 25 febbraio 1990     | 1991            |
| 10 | The Adventure of "The Western Star" | Il caso della Stella d'Occidente   | 4 marzo 1990         | 1991            |

## Il pericolo senza nome
- Titolo originale: Peril at End House
- Diretto da: Renny Rye
- Scritto da: Clive Exton

### Trama
In questo episodio in due parti, il noto investigatore Hercule Poirot e il suo fidato amico Arthur Hastings si prendono una vacanza in una località di mare in Cornovaglia, alla ricerca di pace e tranquillità. Incontrano Miss Magdala "Nick" Buckley, una ragazza molto bella, e soprattutto ricca, che vive vicino al loro hotel, in una villa detta End House. La signorina Buckley dice a Poirot che da qualche tempo una persona sconosciuta la minaccia di morte, sia con le parole sia con i fatti, ha infatti avuto tre incidenti quasi fatali in poche settimane. Poirot decide presto di mettersi al servizio per proteggerla, e quando trova il foro di un proiettile nel suo cappello, ritorna con lei a End House. Una sera, durante un festeggiamento con fuochi d'artificio, si sente uno sparo ben distinto, che fa temere Poirot che il peggio sia avvenuto: ma la vittima non è Nick, bensì sua cugina Maggie. Il mistero quindi si infittisce ancor di più, ma nessun criminale può sfuggire al piccolo detective belga, che anche stavolta riuscirà a risolvere il caso.
- Cast: David Suchet (Hercule Poirot), Hugh Fraser (Arthur Hastings), Philip Jackson (Ispettore Japp), Polly Walker (Magdala "Nick" Buckley), John Harding (Comandante Challenger), Jeremy Young (Bert Croft), Mary Cunningham (Ellen Wilson), Paul Geoffrey (Jim Lazarus), Alison Sterling (Frederica Rice), Christopher Baines (Charles Vyse), Carol MacReady (Milly Croft), Elizabeth Downes (Maggie Buckley), Pauline Moran (Miss Lemon), Geoffrey Greenhill (Alfred Wilson).
- Romanzo originale: Il pericolo senza nome

## La dama misteriosa
- Titolo italiano alternativo: La dama velata
- Titolo originale: The Veiled Lady
- Diretto da: Edward Bennett

### Trama
Poirot chiama per vedere la donna velata del titolo (lady Millicent Castle-Vaughn) presso il suo hotel londinese. Lady Millicent sta per sposarsi, ma uno spietato ricattatore chiamato Lavington la tiene in scacco con una lettera d'amore da lei scritta anni prima ad un altro uomo. Lavington vuole ventimila sterline e Poirot cerca di recuperare per conto suo la lettera, anche se questo significa impersonare un fabbro svizzero.
- Racconto originale: La dama velata, sedicesimo racconto del libro I primi casi di Poirot

## La miniera perduta
- Titolo italiano alternativo: La miniera d'oro
- Titolo originale: The Lost Mine
- Diretto da: Edward Bennett

### Trama
Hastings e Poirot stanno giocando a Monopoli quando vengono interrotti da lord Pearson, l'elegante presidente della London and Shanghai Bank. Il banchiere chiede loro di investigare sulla scomparsa di un certo signor Wu Ling un facoltoso cliente che prima di sparire si era accordato con lord Pearson per vendergli una mappa con la posizione di una miniera d'argento perduta. Ling viene trovato assassinato, un giovane agente di cambio viene implicato e Poirot deve districare il complicato complotto.
- Racconto originale: La miniera perduta, ottavo racconto del libro I primi casi di Poirot

## Accadde in Cornovaglia
- Titolo italiano alternativo: Veleno a piccole dosi
- Titolo originale: The Cornish Mystery
- Diretto da: Edward Bennett

### Trama
Poirot raggiunge la Cornovaglia, convocato da una certa signora Pengelley, la quale sospetta suo marito dentista di avvelenarla perché si è innamorato della sua giovane assistente. Sfortunatamente, Poirot trova la signora Pengelley morta al suo arrivo così inizia la sua caccia al killer.
- Racconto originale: Accadde in Cornovaglia, sesto racconto del libro Il mondo di Hercule Poirot

## La sparizione del signor Davenheim
- Titolo italiano alternativo: Indagine a domicilio
- Titolo originale: The Disappearance of Mr Davenheim
- Diretto da: Andrew Grieve

### Trama
Matthew Davenheim, un ricco banchiere, scompare durante una passeggiata tra la sua casa di campagna e l'ufficio postale del villaggio e l'ispettore Japp di Scotland Yard viene messo sul caso. Poirot, che ha sviluppato una passione per i giochi di prestigio, scommette cinque sterline con Japp che sarà in grado di risolvere il mistero senza lasciare il suo appartamento.
- Racconto originale: La sparizione del signor Davenheim, nono racconto del libro Poirot indaga.

## Doppia colpa
- Titolo italiano alternativo: Hastings indaga
- Titolo originale: Double Sin
- Diretto da: Richard Spence

### Trama
Poirot confessa ad un sorpreso Hastings di volersi ritirare e suggerisce che si prendano una vacanza a Lake District. Lungo la strada, Hastings assiste una giovane donna che ha perso la sua collezione di preziose miniature. Il caso coinvolge un famoso scrittore e una bella donna con una macchina sportiva e, con sollievo di Hastings, i pensieri di Poirot su un possibile ritiro sembrano allontanarsi.

## L'appartamento a buon mercato
- Altro nome: L'importanza di chiamarsi Robinson
- Titolo originale: The Adventure of the Cheap Flat
- Diretto da: Richard Spence

### Trama
Un'elegante cantante di nightclub, rivelatasi una spia, ha rubato i piani di un nuovo sottomarino americano e un agente dell'FBI, chiamato Burt, si trova a Londra per catturarla. Burt liquida Poirot come piedipiatti e quest'ultimo, dal canto suo, non è impressionato dall'arroganza dell'agente federale. Poirot viene coinvolto nel caso quando si apprende che i piani del sottomarino finiranno nelle mani del governo fascista italiano se non venissero recuperati. Quando Poirot incontra una giovane coppia che ha ottenuto un lussuoso appartamento con un grosso affare, vede una connessione con il caso della spia.
- Racconto originale: Un appartamento a buon mercato, terzo racconto del libro Poirot indaga

## Il rapimento del Primo Ministro
- Titolo originale: The Kidnapped Prime Minister
- Diretto da: Andrew Grieve

### Trama
Poirot viene convocato quando il Primo Ministro inglese e il suo segretario vengono rapiti in Francia mentre si stavano recando a una conferenza della Società delle Nazioni - e gli viene concesso solo un giorno e mezzo per risolvere il caso.
- Racconto originale: Il rapimento del Primo Ministro, ottavo racconto del libro Poirot indaga.

## Il caso della Stella d'Occidente
- Titolo italiano alternativo: Furto di gioielli
- Titolo originale: The Adventure of "The Western Star"
- Diretto da: Richard Spence

### Trama
Marie Marvelle, un'attrice belga, riceve lettere di minaccia da un cinese che pretende il suo famoso diamante, la Stella d'Occidente. Marie fa visita al suo vecchio amico Poirot a Londra, in cerca del suo aiuto, e lui affronta il caso con piacere.
- Racconto originale: Il caso della Stella d'Occidente, primo racconto del libro Poirot indaga